# Saint-Cirgues-en-Montagne
Saint-Cirgues-en-Montagne is een gemeente in het Franse departement Ardèche (regio Auvergne-Rhône-Alpes) en telt 254 inwoners (2005). De plaats maakt deel uit van het arrondissement Largentière.

## Geografie
De oppervlakte van Saint-Cirgues-en-Montagne bedraagt 21,2 km², de bevolkingsdichtheid is 12,0 inwoners per km².

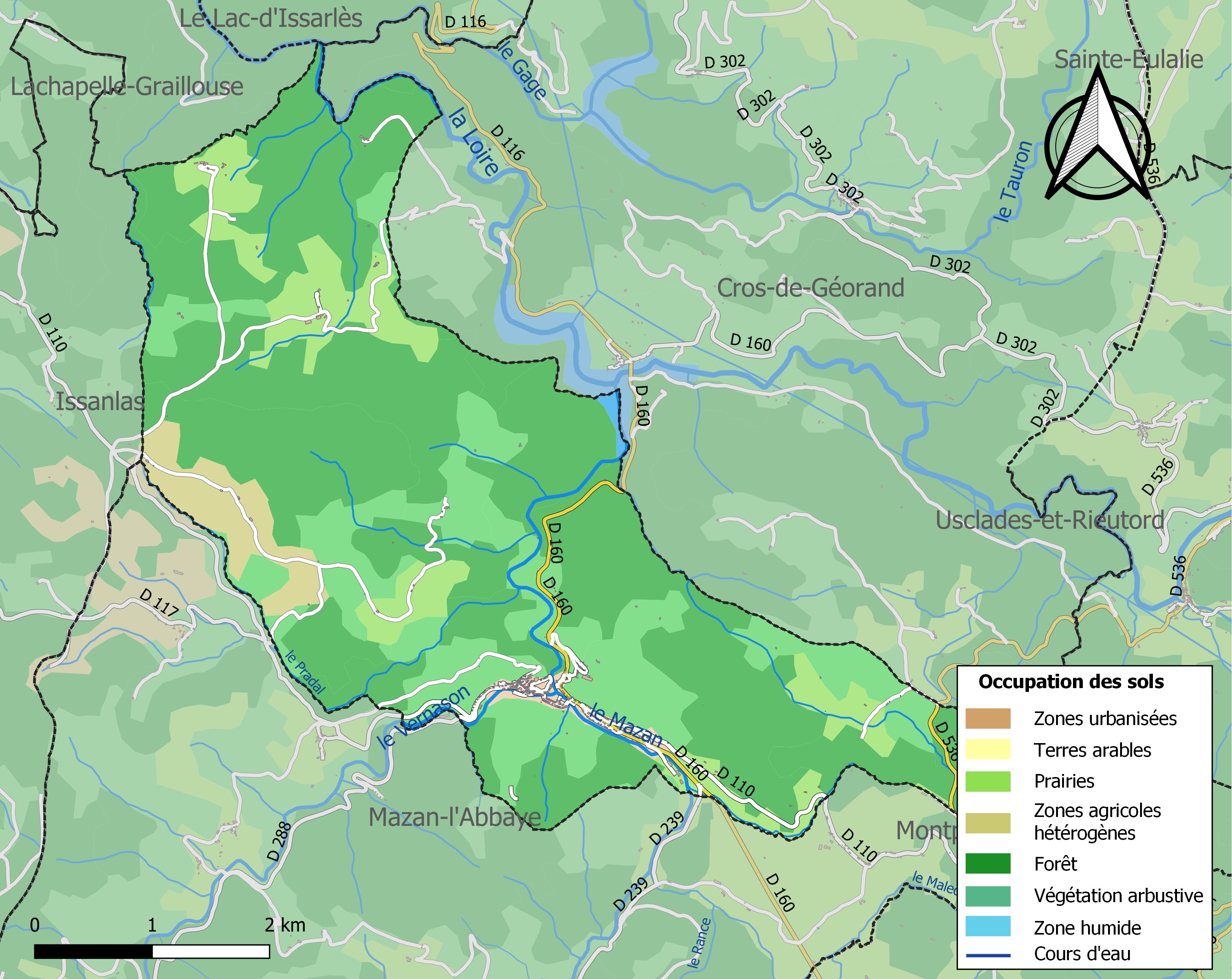
Kaart van de gemeente met belangrijkste infrastructuur, bodemgebruik en omliggende gemeenten

## Demografie
Onderstaande figuur toont het verloop van het inwonertal (bron: INSEE-tellingen).

Vanwege een beveiligingsprobleem met de MediaWiki Graph-software is het momenteel niet mogelijk deze grafiek weer te geven. Zodra de software is bijgewerkt zal de grafiek vanzelf weer zichtbaar worden.

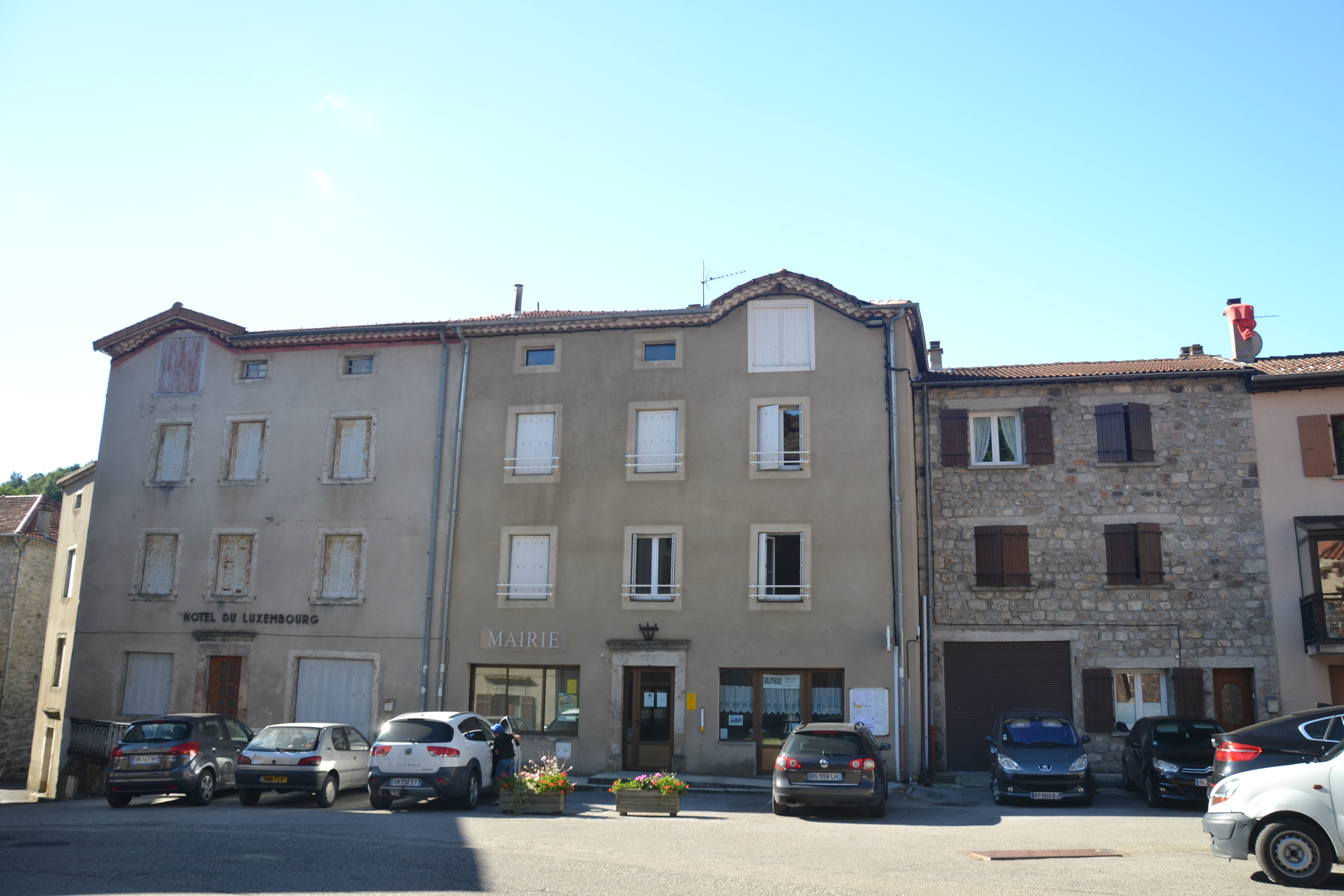
Gemeentehuis
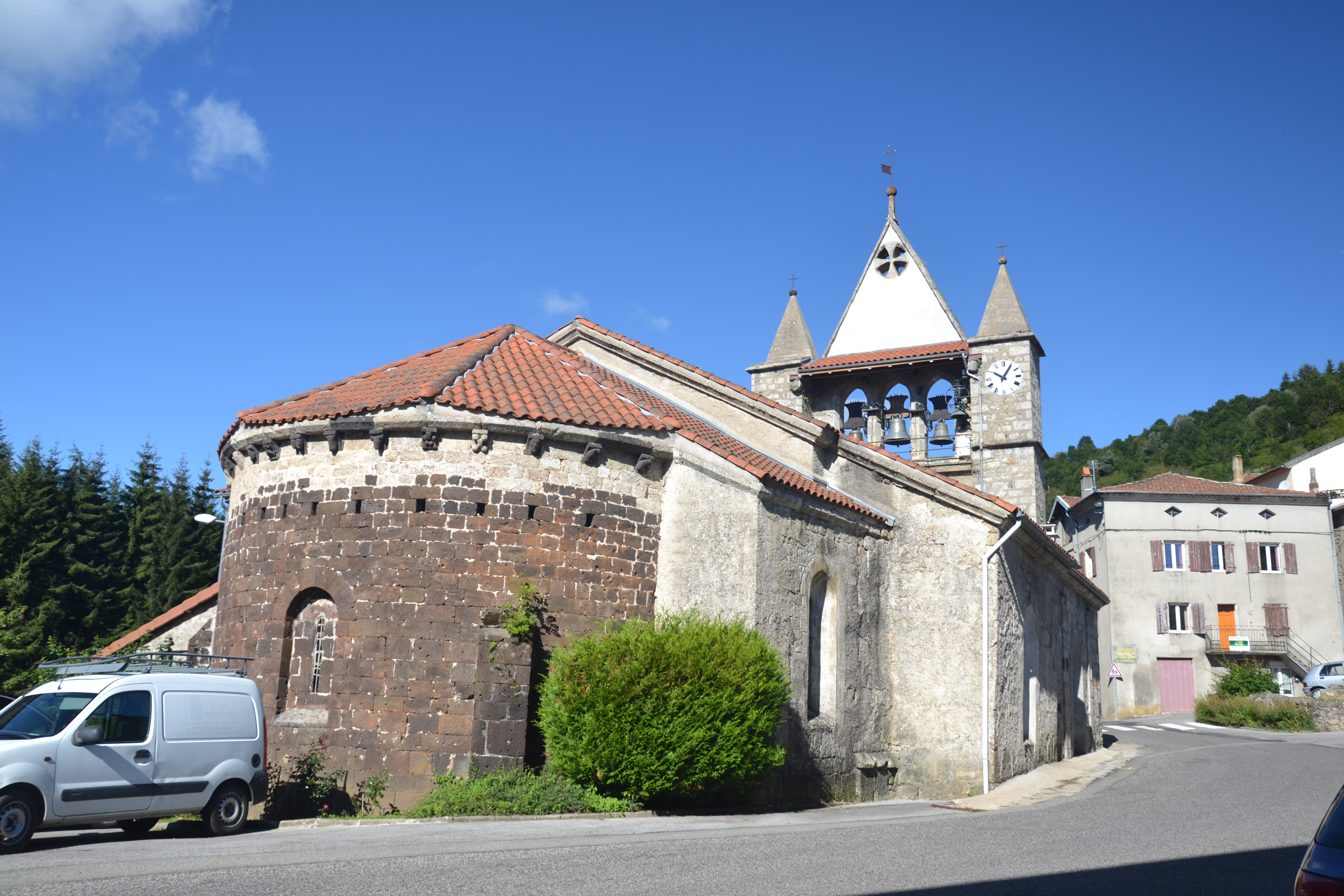
Kerk van Saint-Cirgues-en-Montagne
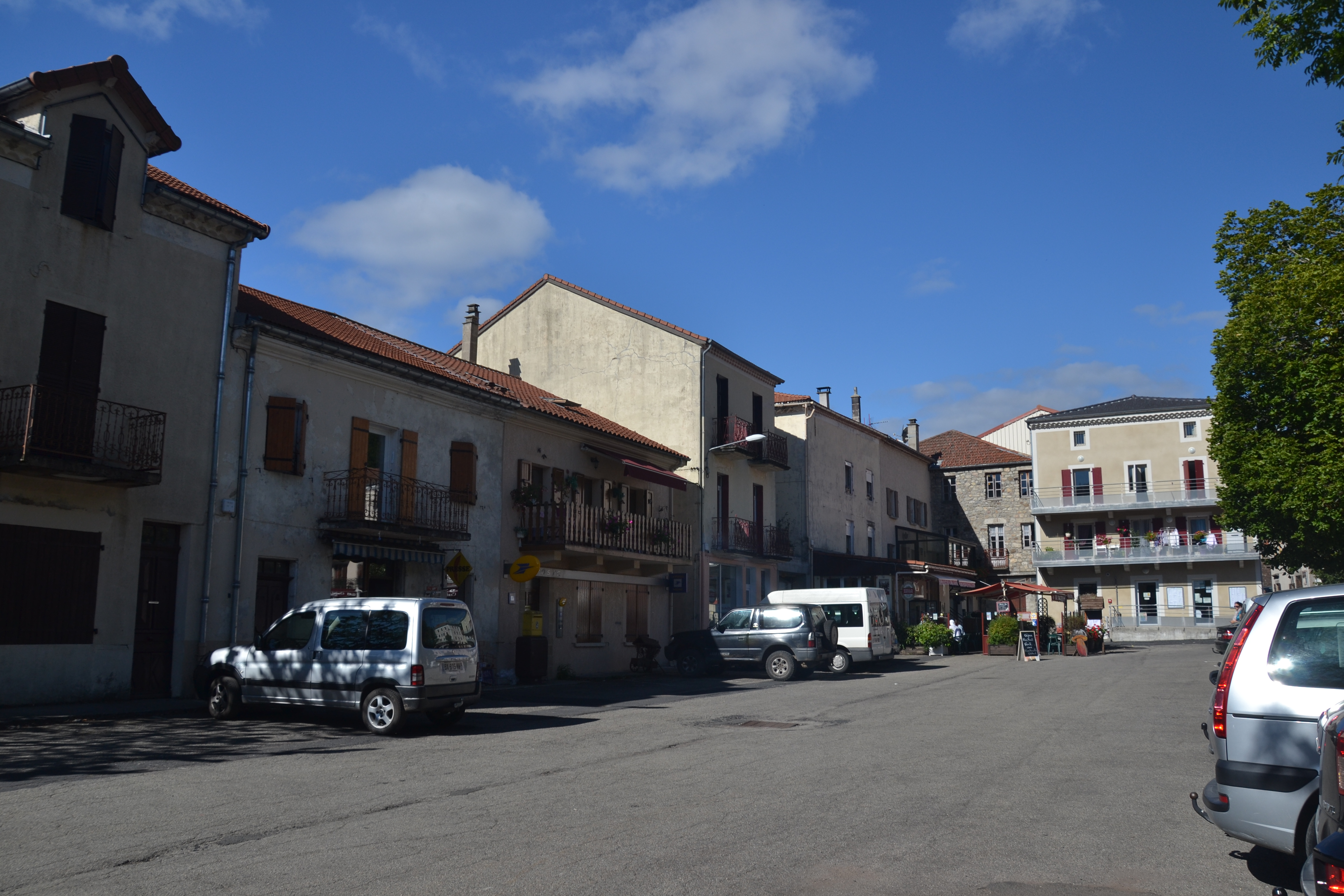
Centrum van Saint-Cirgues-en-Montagne

## Varia
- De depressieve hoofdpersoon uit de roman De wereld als markt en strijd (1994) van Michel Houellebecq kiest Saint-Cirgues-en-Montagne uit als reisdoel voor zijn allerlaatste reis, omdat het op de Michelinkaart het meest geïsoleerde dorp in de Ardèche lijkt. De roman eindigt als hij huilend en snikkend het bos van Mazan in loopt.[2]